# Либерально-передовая партия
Либерально-передовая партия — консервативная политическая партия в Республике Корея. Партия была создана Ли Хвечханом. 12 февраля 2008 года, партия объединилась с Первой народной партии.
Либерально-передовая партия получила 18 мест на парламентских выборах в 2008 году, что делает её третьей по величине партией в Национальном собрании.